# Soul Eater
Soul Eater (jap. ソウルイーター, Sōru Ītā) ist ein japanischer Manga von Atsushi Ōkubo, der von 2003 bis 2013 veröffentlicht wurde. Am 7. April 2008 begann TV Tokyo die Ausstrahlung der 51 Episoden umfassenden Anime-Adaption. Von 2011 bis 2014 erschien in Japan die Ableger-Serie Soul Eater Not! als Manga.

## Die Welt
In der Welt von Soul Eater leben die Menschen mit verschiedensten übernatürlichen Kreaturen zusammen. So kommen in der Handlung sowohl Shinigami (dt. „Todesgott“) als auch Hexen und Dämonen vor, welche ihre Gestalt zwischen einer menschlichen Gestalt und der Gestalt einer Waffe ändern können. Mitten in Nevada liegt die Stadt Death City, in deren Mitte sich die Shibusen (kurz für: 死神武器職人専門学校, Shinigami Buki Shokunin Senmon Gakkō, dt. „Todesgott-Waffenmeister-Akademie“) befindet. In ihr werden vom Totengott Shinigami und dessen untergeordneten Lehrern die Schüler zu „Waffenmeistern“ ausgebildet. Dabei ist anzumerken, dass jeder Schüler eine oder mehrere Waffen besitzt (höchstens zwei Waffendämonen (siehe Death the Kid)), die mit ihrem jeweiligen Meister ein Team bildet. Das Ziel der Schüler ist es, ihre Waffenpartner in „Death Scythes“ (dt. Todessense) zu wandeln, wozu man die Seele einer Hexe und 99 unreine Seelen (Kishin-Eier) sammeln muss. Würden diese unreinen Seelen zu lange existieren und zu viele unschuldige Seelen konsumieren, so könnten sie zu einem Kishin – einem Dämonengott werden, der die Welt ins Chaos stürzen will und dies auch kann. Ein gut gehütetes Geheimnis der Shibusen ist es jedoch, dass die Stadt selbst auf dem Gefängnis des ersten Kishins errichtet wurde, der nun dort versiegelt ist.
Neben dieser Stadt als Machtzentrum existieren noch zwei weitere Parteien, die nach mehr Macht streben und sich der Befreiung des Kishin versprechen. Die eine Gruppen wird von der recht einzelgängerischen Hexe Medusa geführt, die andere von der erst später in der Handlung auftauchenden Hexe Arachne, die eine eigene Armee unterhält, die Arachnophobia. Hexen besitzen dabei allgemein die Fähigkeit, als Tarnung die Gestalt eines Tieres anzunehmen. So können sie nicht von den Meistern und Shinigami wahrgenommen werden, die sonst ihre starke in der Nähe befindliche Seele spüren können, deren Kampfstärke durch die Größe der Seele (eine leuchtende kugelförmige Erscheinung) symbolisiert wird.

## Handlung

### Vorstellung der Hauptfiguren

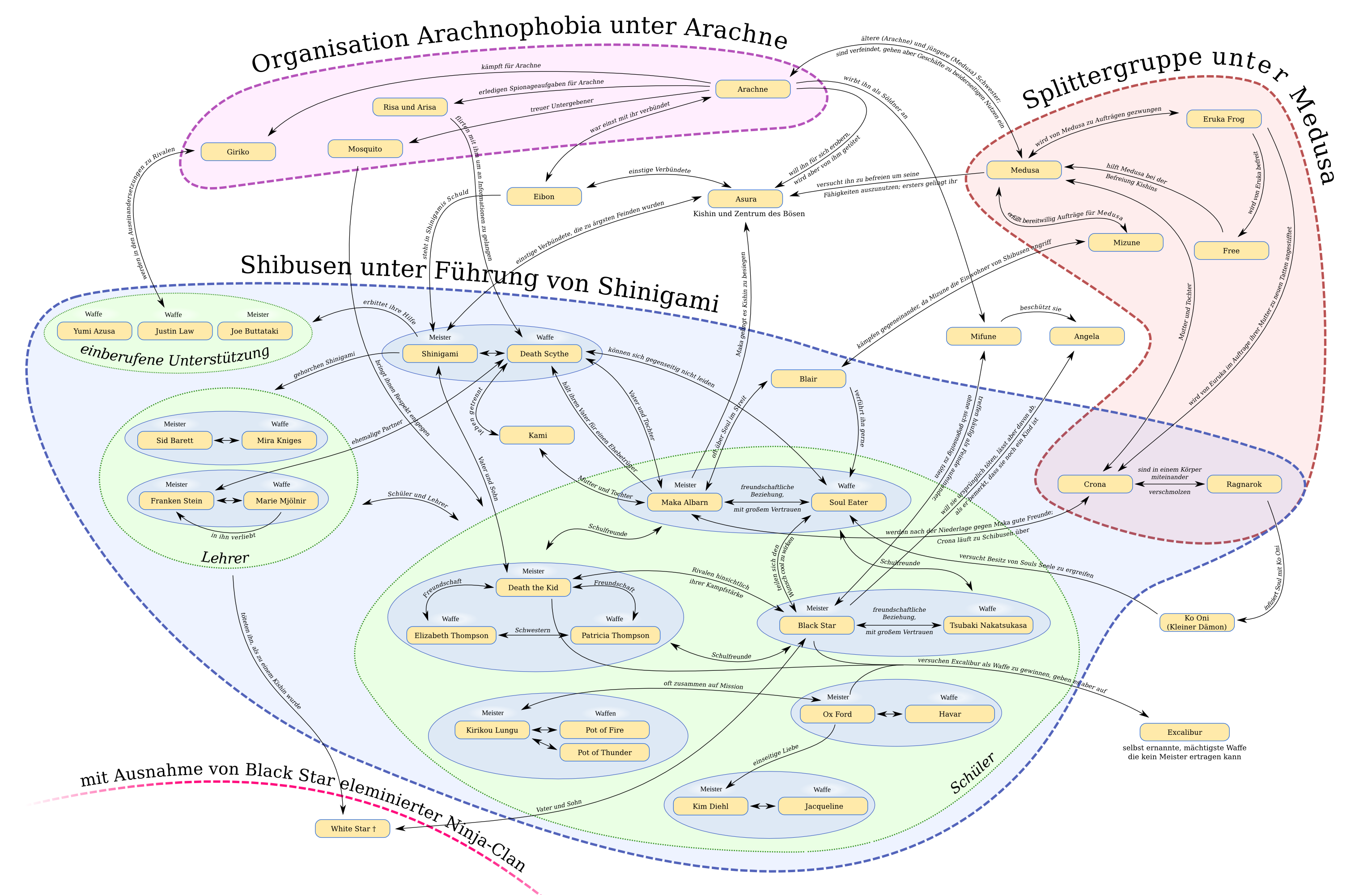
Figurenkonstellation

In diesem Szenario beginnend, werden zunächst die Schülerin Maka Albarn und ihre Waffe Soul „Eater“ Evans vorgestellt, die von Shinigami den Auftrag erhielten, 99 verdorbene Seelen zu sammeln. Der besonders auf seine coole Erscheinung wertlegende Soul, der im Kampf die Form einer großen Sense annimmt, und seine Meisterin Maka sind dabei sehr erfolgreich und haben diese schließlich durch die Tötung von verdorbenen Geschöpfen zusammengetragen. In einem Gespräch durch eine Fensterscheibe, die Maka wie ein Telefon benutzen kann, bekommen sie nun die Aufgabe, auch noch die Seele einer Hexe zu „konsumieren“, was Soul den Rang einer Death Scythe (dt. Todes-Sense) einbringen soll. So suchen sie nach der ersten beliebigen Hexe in ihrer Nähe und stoßen dabei auf das Haus von Blair, das einem Kürbis nachempfunden ist. Jedoch schlagen alle Angriffe auf Blair fehl, da diese beiden immer einen Schritt voraus ist und Soul nicht mit ihrer sexy Erscheinung zurechtkommt. Dennoch gelingt es ihnen letztlich durch einen Trick Souls, Blair zu überwältigen und ihr die Seele zu rauben. Nachdem Soul ihre Seele aufgegessen hat und sich eine große Steigerung seiner Fähigkeiten erhofft, passiert jedoch nichts. So müssen beide erschrocken feststellen, dass es sich bei Blair um gar keine Hexe handelt, sondern lediglich um eine Katze mit starken magischen Fähigkeiten. Als Resultat müssen nun beide noch einmal von vorn anfangen, Seelen zu sammeln, da diese aufgrund des Misserfolges von Shinigami konfisziert wurden. Als Katze überlebt Blair diesen Angriff unbeschadet, da sie bekanntlich 9 Leben besitzen. Im weiteren Verlauf der Handlung nimmt Blair eine neutrale Position ein, beschützt aber die Bewohner von Death City. Dabei sucht sie des Öfteren die Wohnung von Maka und Soul auf und genießt es, sich freizügig vor Soul zu präsentieren und Makas Reaktion zu beobachten.
Anschließend wird mit dem überdrehten und vom übergroßen Ego geplagten Schüler Black☆Star ein weiterer Schüler vorgestellt. Dem aus einer Ninja-Familie Entstammenden, steht mit Tsubaki Nakatsukasa eine weibliche Waffe zur Verfügung, die diverse Formen annehmen kann. Obwohl Black☆Star ein großes Kämpferherz besitzt, ist es den beiden bisher nie gelungen, eine Seele zu ergattern, da Black☆Star jeden Einsatz in eine einzige Show-Einlage verwandelt und damit seine Ninja-Fähigkeiten selbst eliminiert. Bei seinem ersten in der Handlung aufgegriffenen Auftrag soll er Al Capone ausschalten, was durch den großen Auftritt von Black☆Star fehlschlägt. Er bekommt jedoch eine zweite Chance, als sie davon erfahren, dass Al Capone die Hexe Angela Leon ausschalten will. Als beide am vermeintlichen Tatort eintreffen, finden sie jedoch nur noch eine Vielzahl der Seelen von Al Capones Anhängern vor, die zuvor an Angelas Beschützer Mifune gescheitert waren. Da auch sie die Hexe töten sollen, kommt es zu einem Kampf zwischen Mifune und Black☆Star, den Black☆Star durch die trickreiche Unterstützung von Tsubaki und dem nicht aufs Töten ausgehenden Mifune für sich entscheiden kann. In diesem Moment taucht Angela auf, die sich als noch junges Mädchen herausstellt. Kein Kind töten könnend, geben schließlich Black☆Star und Tsubaki sowohl die Vielzahl freischwebender Seelen, als auch die Seele der Hexe auf. Im weiteren Verlauf der Handlung liefern sich Mifune und Black☆Star noch weitere Duelle.
Zuletzt wird noch der Sohn des Shinigami, Death the Kid, und seine beiden Waffen Patricia „Patti“ und Elizabeth „Liz“ Thompson vorgestellt. Kid zeigt ständig seine klare Schwäche für absolute Symmetrie. Zudem muss er, da er zwei Waffen besitzt, die doppelte Anzahl an Seelen sammeln. Die drei erhalten zum Beispiel von Shinigami den Auftrag, in der Anubis-Pyramide in Ägypten eine Hexe, die mit wiederbelebten Mumien ihr Unwesen treibt, zu erledigen. Dort angekommen zeigen sich Kids typische Schwächen. So plagt ihn etwa die Ungewissheit, ob das Bild in seinem Haus gerade hängt, worauf er gar Liz und Patty allein zurücklässt, nur um dies zu kontrollieren. Die etwas größer gewachsene und eigentlich erwachsenere Liz entpuppt sich hingegen als überaus ängstlich, während Patty durch ihre kindische Sorglosigkeit auffällt. Inzwischen zurückgekommen, gelingt es Kid nicht, den Pharao zu erledigen, da sein Sarkophag perfekt symmetrisch ist. Fast getötet, zeigt der Pharao seine wahre asymmetrische Gestalt. Die Wut übermannt Kid und wie ein Berserker schießt er den Pharao durch die Pyramide und erledigt ihn somit. Die Pyramide wird aber völlig zerstört, was Kid nicht nur wegen derer Symmetrie bedauert. Zurück in der Shibusen konfisziert nämlich Shinigami alle Seelen als Strafe für die zerstörte Pyramide, sodass es auch das Trio schwer hat, die Ausbildung abzuschließen.

## Charaktere

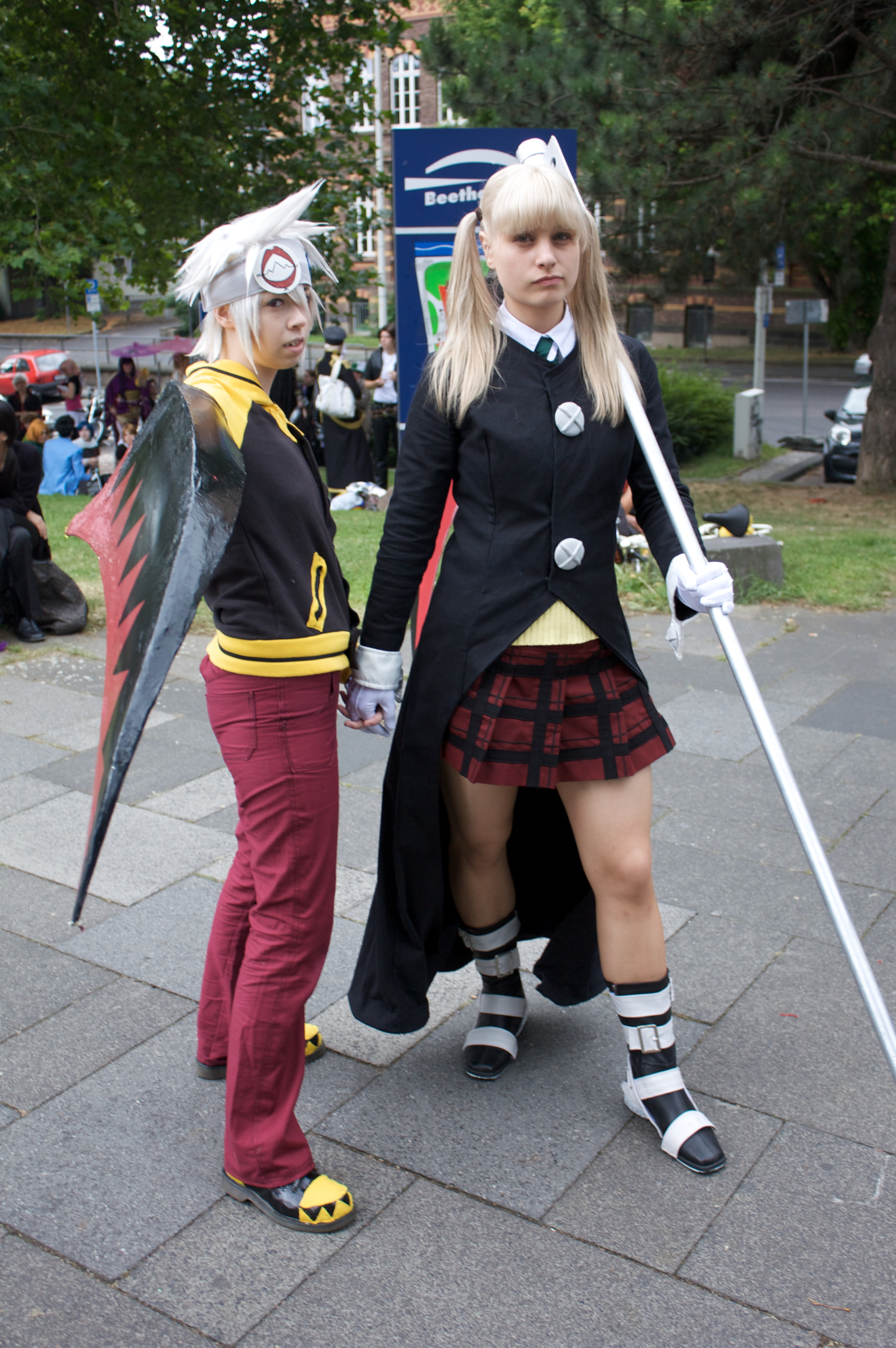
Cosplayer als Soul und Maka

Maka Albarn (マカ・アルバーン, Maka Arubān)
Sie ist eine junge Sensenmeisterin, die zusammen mit ihren Schulfreunden und der Waffe Soul im Mittelpunkt der Handlung steht. Im Kampf wie auch außerhalb ist sie eher ruhig. Im Gegensatz zu Soul setzt sie sich eher durch ihren Verstand als reine Muskelkraft durch. Sie ist die Tochter einer Death Scythe und einer Waffenmeisterin, was ihr sowohl Waffenfähigkeiten und auch Meisterfähigkeiten beschert.
Soul Eater Evans (ソウル・イーター, Souru Ītā)
Soul ist Makas Waffe, wobei er die Form einer Sense annehmen kann. Seine menschliche Form gleicht der eines Teenagers. Souls Verhaltensweise basiert im Großen und Ganzen darauf, was er als „cool“ erachtet. So greift er zum Beispiel Gegner meist frontal an, was jedoch oft in einer Niederlage endet. Trotz seines Versuchs, beständig cool zu wirken, zeigt er in entscheidenden Momenten Gefühle für Maka und wäre bereit, sein Leben für sie zu opfern. Außerdem spielt er hervorragend Klavier. Sein richtiger Nachname lautet eigentlich Evans (エバンス), dennoch wird er in aller Regel als Soul bezeichnet.
Black Star (ブラック☆スター, Burakku Sutā)
Black Star ist ein Attentäter und Tsubakis Meister und stammt aus einer Familie von Ninjas, dem so genannten Stern-Clan. Im Kampf setzt er entsprechend oft Ninjatechniken ein, die jedoch meist fehlschlagen, da er sich für einen großen Star hält und seine Position durch lautes Rufen oder Posieren bekannt gibt, um Aufmerksamkeit zu erlangen. Die einzigen Gelegenheiten, bei denen er die Techniken erfolgreich einsetzt, sind, wenn er den Kampf endlich beginnt ernst zu nehmen und wenn er versucht, einen Blick auf die badende Tsubaki zu erhaschen. Bei dem Anblick von Tsubaki vergisst er jedoch sofort wieder seine Ernsthaftigkeit und wird von ihr, da er seine Position preisgegeben hat, zumeist mit einer Distanzwaffe außer Gefecht gesetzt.
Tsubaki Nakatsukasa (中務 椿)
Sie ist Black Stars Waffe und kann mehrere verschiedene Formen annehmen (Shuriken, Rauchbombe, Ninjadolch, Kettensichel, später auch die Teufelsklinge.). Oft ist sie von Black Stars lautem Auftreten entmutigt, doch zugleich ist dies auch eine der Eigenschaften, die sie an ihm schätzt. Sie ist hilfsbereit und versucht jedem zu helfen, selbst wenn sie nicht weiß, wie sie dies tun soll. Die Tsubaki ist eine japanische Blume, auch als „Blume ohne Duft“ bekannt. Von ihrem Bruder Masamune wird sie oft mit dieser verglichen, da sie sich selbst immer in den Hintergrund stellt und die Wellenlänge ihrer Seele zu beinahe jedem kompatibel ist.
Death the Kid (デス・ザ・キッド, Desu za Kiddo)
Er ist Liz und Pattys Meister und zudem der Sohn des Shinigami. Er leidet an einer Zwangsstörung, die sich dadurch zeigt, dass für ihn alles symmetrisch sein muss. Aus diesem Grunde trägt er auch zwei Waffen, da die Verwendung von nur einer Waffe für ihn nicht in Frage käme, selbst wenn sein Leben davon abhinge. Sein größtes Problem ist, dass sein Haar auf der einen Seite durchgehend schwarz ist, auf der anderen Seite jedoch drei weiße Streifen besitzt. Wenn dies in seiner Gegenwart erwähnt wird, verfällt er in eine Art Depression, aus der ihn nur Patty und Liz wieder befreien können. Auch wenn die beiden ihm selbst auch ein Problem bereiten, da sie in menschlicher Form unterschiedlich aussehen. Im Kampf kann er zwar symmetrische Dinge zerstören, aber wenn sie aufwendig gearbeitet und symmetrisch sind, kann er nicht kämpfen, gerät aber in einen Kampfrausch, sobald er doch irgendetwas Asymmetrisches entdeckt.
Patricia „Patty“ Thompson (パティー（パトリシア）・トンプソン, Patī (Patorishia) Tompuson)
Patty ist die jüngere der beiden Schwestern und eine von Kids Pistolen. Sie hat einen sehr naiven Blick auf die Welt und für sie ist alles nur ein großes Spiel. Dies ist auch der Grund, warum sie keinerlei Furcht zu kennen scheint.
Elizabeth „Liz“ Thompson (リズ（エリザベス）・トンプソン, Rizu (Erizabesu) Tompuson)
Liz ist die ältere der beiden Schwestern und die zweite von Kids Pistolen. Sie sieht die Dinge aus einer weit erwachseneren Sicht. Jedoch hat sie im Gegensatz zu Patty Angst vor ihren Gegnern und besonders vor Geistern. Oft ist sie genervt von Kids Perfektionismus, doch sie muntert ihn immer wieder auf, wenn er in eine seiner Depressionen verfällt. Beide Schwestern wuchsen in den Straßen von Brooklyn auf, wo sie einst als Diebe die Straßen unsicher machten.
Blair (ブレア, Burea)
Obwohl sie von Maka und Soul zu Beginn für eine Hexe gehalten wurde, stellt sich bald heraus, dass sie nur eine Katze mit starken magischen Fähigkeiten ist. Ihre Magie beruht auf Kürbissen, die sie unter anderem als Bomben verwendet. Immer, wenn sie eine Chance dazu findet, flirtet sie mit Soul, zum einen, weil sie ihn mag und zum anderen, um Makas Reaktionen darauf zu sehen. Ihre Seele sollte die Hexenseele sein, die Maka und Soul noch fehlte, da sie jedoch keine war, nahmen die beiden nur eines ihrer neun Leben, was darin resultierte, dass Makas und Souls gesammelte Seelen konfisziert wurden und sie wieder bei Null beginnen mussten. Blair existierte weiter, da jede Katze bekanntlich 9 Leben hat.
Medusa (メデューサ, Medyūsa)
Bei Medusa handelt es sich um eine Hexe, die bevorzugt Schlangen als Waffe einsetzt. Sie ist durchgehend durchtrieben und hat das Ziel, Asura zu befreien, um ihn sich ihrer eigenen Pläne dienlich zu machen. Dazu infiltriert sie sowohl Shibusen und missbraucht rücksichtslos ihr Kind Chrona als Spion, nachdem ihre eigene Tarnung als Schulärztin aufgeflogen ist.
Chrona (クロナ, Kurona)
Chrona tritt als androgynes Kind von Medusa in Erscheinung. Nach der Geburt wurde Chronas Blut ausgetauscht und somit mit der Waffe Ragnarök verschmolzen, die Chrona, neben den Misshandlungen durch die Mutter, zusätzlich zur Last wird. Entsprechend gebrochen ist Chronas mentaler Zustand, weshalb ihm eine Unterscheidung von Recht und Unrecht schwerfällt. Üblicherweise stark introvertiert, freundet sich Chrona im Verlauf der Handlung mit Maka an und wird ebenfalls als Schüler aufgenommen. Seine Mutter Medusa nutzt diese Gelegenheit, um mit ihrem Einfluss Chrona zu Spionagezwecken zu missbrauchen.
Franken Stein (フランケン・シュタイン, Furanken Shutain)
Franken Stein, eine klare Anspielung auf Frankenstein, ist ein verrückter Wissenschaftler, der von zahlreichen an sich selbst durchgeführten Experimenten gezeichnet ist. So ist er von Narben überzogen und eine große Schraube geht durch seinen Kopf, an der er immer wieder herumdreht. Ebenso zeigt es sich immer wieder, dass er jedes Individuum als ein Objekt zum Experimentieren ansieht, was die Schüler in seiner Umgebung sehr verunsichert, nachdem er zu Beginn der Handlung zum Klassenlehrer ernannt wird. Dennoch wird er als mächtigster Waffenmeister angesehen, der je seine Ausbildung der Schule abgeschlossen hat. Dabei nutzt er unter anderem aus, dass er die Seelen seiner Gegner genau analysieren und auf ihre Schwächen reagieren kann. Einen festen Partner, eine Waffe, besitzt er hingegen nicht und nutzt daher wahlweise Makas Vater Spirit, an dem er im Schlaf immer wieder ohne Erlaubnis Experimente vornahm, oder seine alte Liebe Marie Mjolnir. Aber auch ohne Waffe ist Stein ein würdiger Gegner. Seine einzige Schwäche ist sein in ihm wohnender Wahnsinn, was insbesondere Medusa für ihre Zwecke zu nutzen weiß. Einzig Marie taugt in diesem Fall als Beruhigungsmittel.
Mosquito (蚊, Mosquito)
Mosquito, ein kleiner alter Mann, der unter anderem der Butler, Chauffeur und Berater der Hexe Arachne ist, lebt bereits seit 800 Jahren auf der Erde. Kurz vor dem Verschwinden der Hexe Arachne durch die Bedrohung Meister Shinigamis, tauchte auch er unter, um auf den erneuten Aufstand der Geheimorganisation Arachnophobia zu warten. Seine besonderen Fähigkeiten ist seine Transformation in seine früheren Versionen von sich selbst, bei denen er nicht nur äußerlich eine Veränderung macht, sondern auch seine Kraft immens ansteigt. Es scheint, als bestände zwischen Arachne und Mosquito eine wirkliche Freundschaft und Wiedersehensfreude. Mosquito würde alles für Arachne tun.
Arachne (アラクネ, Arakune)
Arachne wurde vor 800 Jahren von den Hexen und der Shibusen gejagt und von ihrer Schwester Medusa verraten. Sie hat ihre Seele in einen Golem versteckt und wurde von den Wellen des Wahnsinnes wiederbelebt. Sie leitet die Organisation Arachnophobia.

## Konzeption
In Soul Eater tauchen einige Namen bekannter Filme und Musiker bzw. Musikgruppen auf. Einer der Lehrer heißt z. B. in Anspielung auf den ehemaligen Frontmann von Pink Floyd „Sid Barret“. Das Tattoo im Gesicht eines der Antagonisten liest sich No Future (Hierbei handelt es sich um einen bekannten Slogan der englischen Punk-Bewegung). Auch Kampftechniken verweisen auf bekannte Künstler, wie etwa die Attacke „Smashing Pumpkin“ von Blair in Kapitel 18, die Attacke eines Gegners in Kapitel 61 namens Nine Inch Nails, ein Angriff namens „Police Stinger“ in Folge 29, der auf die Band The Police und ihren Sänger Sting verweist. Auch Soul trägt gelegentlich ein T-Shirt mit der Aufschrift In Utero, was auf das gleichnamige Album von Nirvana verweist. Außerdem kann man im ersten Band von Soul Eater im Kapitel „Nachhilfeunterricht“ Souls Raum sehen in dem diverse Plakate von Musikern zu erkennen sind, zum Beispiel der Electronic-Musiker Aphex Twin und die britische Trip-Hop Band Portishead. Die „Hexe Blair“ ist eine eindeutige Anspielung auf das Blair Witch Project, welches im Manga auch direkt aufgegriffen wird.

## Veröffentlichungen

### Manga
Der Manga Soul Eater von Atsushi Ōkubo begann als drei One Shots, die zwischen dem 24. Juni 2003 und dem 26. November 2003 in den Manga-Magazinen Gangan Powered und Gangan Wing des Square-Enix-Verlags veröffentlicht wurden. Am 12. Mai 2004 nahm der Manga den regulären Serienbetrieb im Magazin Monthly Shōnen Gangan auf. Der Manga endete mit dem 113. Kapitel, das am 12. August 2013 in der September-Ausgabe des Magazins veröffentlicht wurde. Das erste Tankōbon erschien am 22. Juni 2004 in Japan, der 25. und letzte Band kam im Dezember 2013 heraus.
Der Manga erschien zwischen Oktober 2009 und Januar 2015 komplett in 25 Bänden bei Carlsen Manga.
Von Januar 2011 bis November 2014 erschien eine ebenfalls von Atsushi Okubo stammende Spin-off-Serie mit dem Titel Soul Eater Not! neben der regulären Serie. Seit dem 22. September 2011 erschienen die Kapitel in insgesamt fünf Bänden, die von November 2013 bis Dezember 2015 auch auf Deutsch bei Carlsen erschienen.

### Anime
Eine für 51 Episoden angesetzte Adaption wurde von Bones, Aniplex, Dentsu, Media Factory und TV Tokyo produziert. Der Anime wurde immer montags auf TV Tokyo ausgestrahlt, wobei es eine Nachmittags- und eine Late-Night-Version gab. Bei Letzterer wurde zu Beginn und Ende der Werbepause zusätzliches Material eingefügt und auch die Vorschau auf die nächste Episode unterschied sich von der Nachmittagsversion.
Die Handlung des Anime basiert weitgehend auf der Geschichte des Mangas, weicht jedoch ab Episode 35 grundlegend vom Manga ab.
Seit Juni 2011 sendet Animax die Serie in deutscher Synchronisation. Seit November 2012 ist es möglich, alle Teile der Serie in deutscher Synchronisation auf MyVideo anzuschauen.
Anfang Dezember wurde die Produktion eines Anime basierend auf Soul Eater Not! bekanntgegeben. Die Serie startete dann am 8. April 2014 auf TV Tokyo und anderen Sender.

#### Synchronisation
| Rolle                     | Japanischer Sprecher (Seiyū) | Deutscher Sprecher |
| ------------------------- | ---------------------------- | ------------------ |
| Maka Albarn               | Chiaki Omigawa               | Manuela Bäcker     |
| Soul Eater                | Kōki Uchiyama                | Rasmus Borowski    |
| Black Star                | Yumiko Kobayashi             | Fabian Harloff     |
| Tsubaki Nakatsukasa       | Kaori Nazuka                 | Kerstin Draeger    |
| Death the Kid             | Mamoru Miyano                | Robert Kotulla     |
| Elizabeth „Liz“ Thompson  | Akeno Watanabe               | Traudel Sperber    |
| Patricia „Patty“ Thompson | Narumi Takahira              | Marion von Stengel |
| Shinigami                 | Rikiya Koyama                | Martin May         |
| Chrona                    | Maaya Sakamoto               | Robert Kotulla     |
| Blair                     | Emiri Katō                   | Marion von Stengel |
| Medusa                    | Hōko Kuwashima               | Traudel Sperber    |
| Franken Stein             | Yūya Uchida                  | Martin May         |
| Mosquito                  | Takashi Inagaki              | Jürgen Holdorf     |
| Arachne                   | Michiko Neya                 | ?                  |

#### Musik
Die Vorspanntitel sind Resonance von T.M.Revolution und Paper Moon von Tomoko Kawase. Die Abspannlieder sind I Wanna Be von den Stance Punks, Style von Kana Nishino, Bakusō Yume Uta von Diggy-Mo und Strength von Abingdon Boys School.

### Hörspiel
Am 31. August 2005 erschien in Japan eine Hörspiel-CD unter dem Titel Soul Eater (Vol. 1): Tokubetsu Shakaika Kengaku (ソウルイーター（Vol.1）特別社会科見学, Sōru Ītā (Vol. 1) Tokubetsu Shakaika Kengaku). Der CD lagen ein Artbook und ein Dialogskript bei. Von den Sprechern wurde nur Black Stars Stimme für den Anime übernommen.

### Videospiele
Nintendo-Wii-Spiele:
- Soul Eater: Monotone Princess (2008)

Nintendo-DS-Spiele:
- Soul Eater: Plot of Medusa (2008)

PlayStation-Portable-/PlayStation-2-Spiele:
- Soul Eater: Battle Resonance (2009)

## Trivia
Im ursprünglichen Anime gibt es zwei Anspielungen auf die deutsche Nazi-Kultur. So findet man in Folge 27 einen Wasserhahn mit einem Hakenkreuz als Drehknauf und in Folge 28 wird Maka von Black Star ein Hitlerbart auf die Haut gemalt. Inwiefern diese Assoziationen beabsichtigt waren, ist aber unbekannt.